# Drei berühmte Gärten Japans
Die Drei berühmten Gärten Japans (japanisch 日本三名園 Nihon Sanmeien) sind die, die alle Anforderungen an einen perfekten Landschaftsgarten nach den Chroniken der berühmten Luoyang-Gärten, einem antiken chinesischen Gartenbuch des Dichters Lǐ Géfēi 李格非, erfüllen:
1. Weitläufigkeit und Abgeschiedenheit,
2. Kunstfertigkeit und Althergebrachtes,
3. fließendes Wasser und Panoramablick.

Die Nihon Sanmeien sind die japanischen Wandelgärten

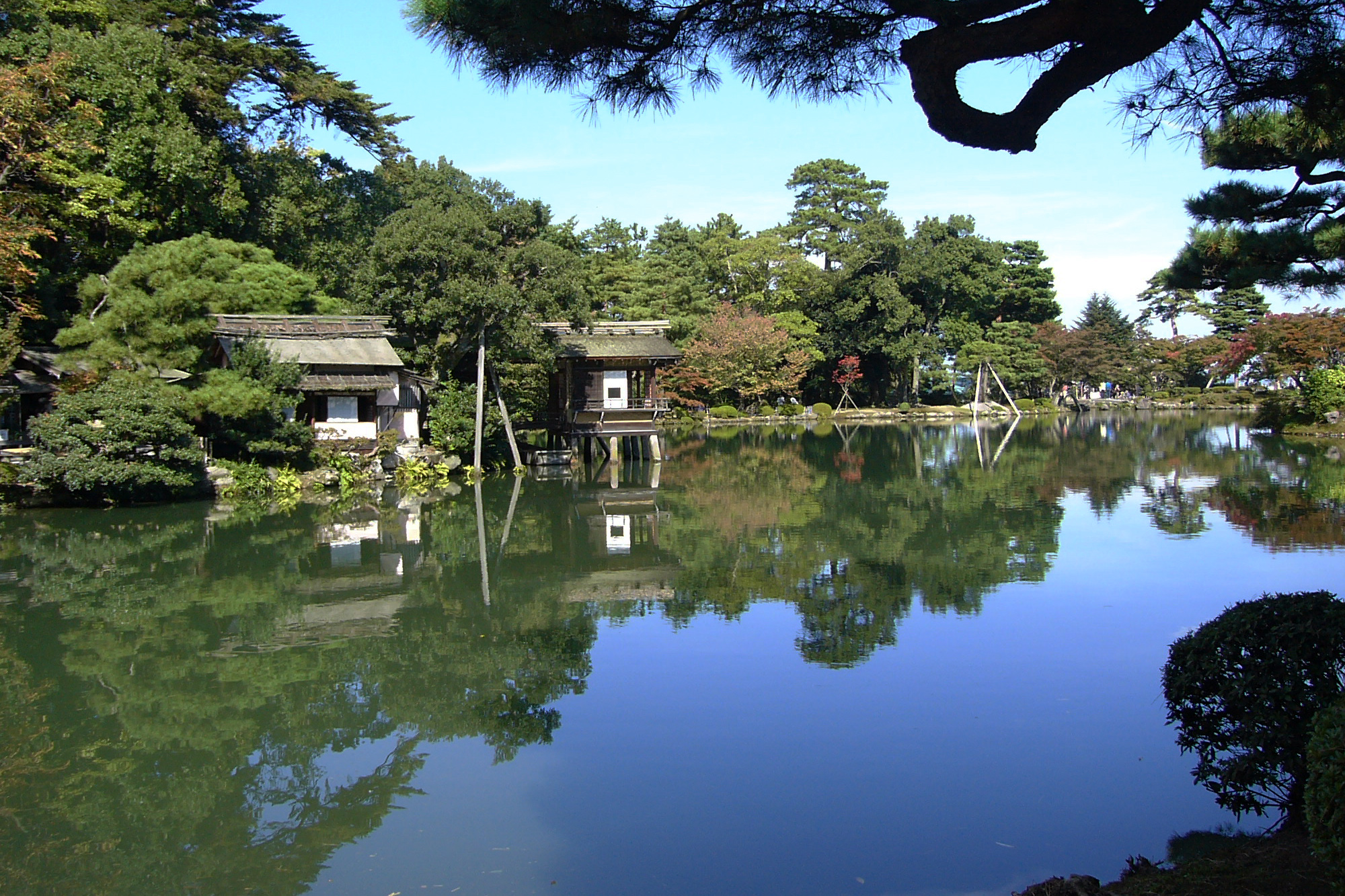
1.: Kenroku-en in Kanazawa
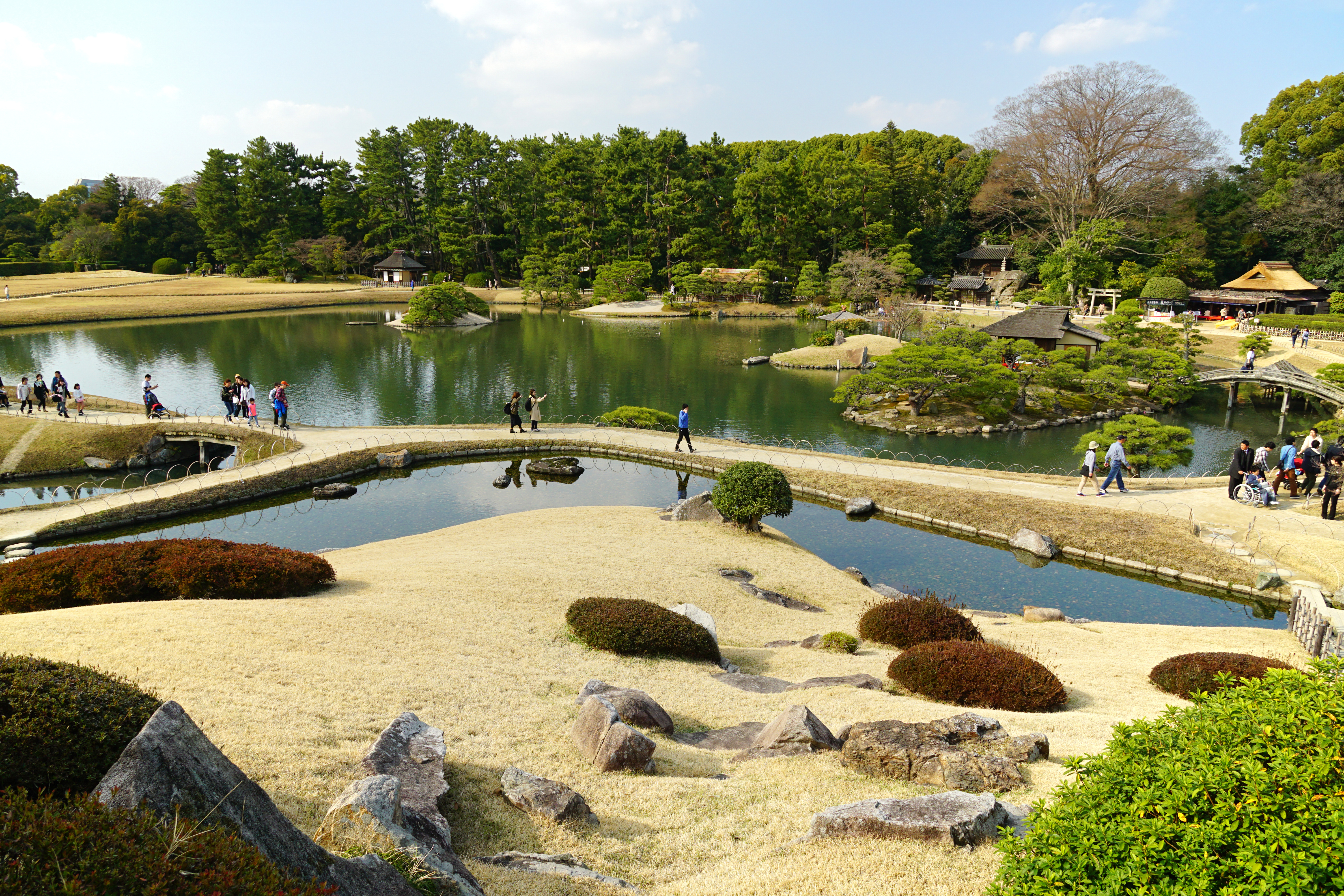
2.: Kōraku-en in Okayama
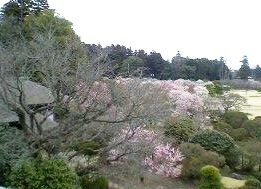
3.: Kairaku-en in Mito